# Mooresville (Missouri)
Mooresville – wieś w Stanach Zjednoczonych, w stanie Missouri, w hrabstwie Livingston.